# Tentacool
Tentacool (japanski: メノクラゲ Menokurage) jedan je od 1025 fiktivnih vrsta Pokémona iz medijske franšize Pokémon, skupa Pokémon videoigara, animiranih serija, manga stripova, knjiga, igraćih karata i drugih medija kojima je tvorac Satoshi Tajiri. Svrha je Tentacoola u videoigrama, animiranoj seriji i manga stripovima, kao i svrha ostalih Pokémona, borba s divljim Pokémonima – neukroćenim stvorenjima koje igrači i likovi pronalaze dok kreću na razne avanture – i pripitomljenim Pokémonima drugih Pokémon trenera.

## Etimologijaimena
Tentacoolovo je ime kombinacija engleskih riječi "tentacle" = krak, i "cool" = rashladiti. Riječ "tentacle" odnosi se na Tentacoolova dva pipka koji su njegova primarna sredstva obrane i napadanja, a riječ "cool" odnosi se na tip vode u kojem živi. Riječ "cool" u engleskom se jeziku koristi i kao sinonim za pridjeve "elegantan" i "moderan". U samim začecima, Tentacoolovo je englesko ime trebalo glasiti "Jilly". 
Njegovo japansko ime, Menokurage, dolazi od japanske riječi za meduzu (水母 kurage).

## Pokédex podaci
- Pokémon Red/Blue: Pluta u plitkim vodama. Ribari koji ih slučajno uhvate bivaju kažnjeni njihovom bolnom kiselinom.
- Pokémon Yellow: Povremeno ga se može naći smežuranog i suhog na plaži. Kako bi oživio, potrebno ga je baciti natrag u more.
- Pokémon Gold: Kada dođe do oseke, ostaci dehidriranih Tentacoola mogu se pronaći nasukani na obali.
- Pokémon Silver: Besciljno pluta nošen valovima. Veoma ga je teško uočiti u vodi, a ponekad ga primijete tek nakon uboda.
- Pokémon Crystal: Dok pluta nošen valovima, njegove otrovne lovke bodu sve što dotaknu.
- Pokémon Ruby: Tentacoolovo je tijelo većim dijelom sačinjeno od vode. Ako ga se ukloni iz vode, osuši se poput pergamenta. Ako dehidrira, potrebno ga je vratiti natrag u vodu.
- Pokémon Sapphire: Tentacool upija sunčevu svjetlosti i prelama ju koristeći vodu u svom tijelu, pretvarajući ju u energiju. Ispaljuje mlazove svjetlosti iz tvorevina nalik očima.
- Pokémon Emerald: Njegovo je tijelo gotovo u potpunosti sačinjeno od vode. Hvata plijen svojim dugim lovkama, a zatim ih probada otrovnim žalcima na vrhovima lovki.
- Pokémon FireRed: Njegove su oči prozirne poput kristala. Iz njih ispaljuje tajanstvene mlazove svjetlosti.
- Pokémon LeafGreen: Pluta u plitkim vodama. Ribari koji ih slučajno uhvate bivaju kažnjeni njihovom bolnom kiselinom.
- Pokémon Diamond: Njegovo je tijelo vidno ispunjeno vodom. Ispaljuje neobične mlazove iz tvorevina nalik očima.
- Pokémon Pearl: Pluta nošen morskim strujama. Nebrojeno mnogo ribara biva ozlijeđeno njegovim otrovnim žalcima.

## U videoigrama
Tentacool je do danas dostupan u svim Pokémon videoigrama izuzev Pokémon Colosseuma. U svakoj igri veoma je čest na bilo kojoj vodenoj površini. Njegov visok stupanj učestalosti pojavljivanja lako se može mjeriti s onima od Rattate, Magikarpa i Zubata.
Tentacool ima prosječne Speed i Special Attack statistike, kao i visok Special Defense status, dok je ostatak njegovih statistika nizak. 

## Tehnike
| Prirodne tehnike                | Prirodne tehnike | Prirodne tehnike |
| ------------------------------- | ---------------- | ---------------- |
| Tehnika                         | Vrsta tehnike    | Razina           |
| Otrovna strelica (Poison Sting) | Otrovni          |                  |
| Nadzvučna (Supersonic)          | Normalni         | 5                |
| Stezanje (Constrict)            | Normalni         | 8                |
| Kiselina (Acid)                 | Otrovni          | 12               |
| Otrovni šiljci (Toxic Spikes)   | Otrovni          | 12               |
| Mjehurasti mlaz (Bubblebeam)    | Vodeni           | 19               |
| Omatanje (Wrap)                 | Normalni         | 22               |
| Barijera (Barrier)              | Psihički         | 26               |
| Vodeni puls (Water Pulse)       | Vodeni           | 29               |
| Otrovni ubod (Poison Jab)       | Otrovni          | 33               |
| Vrištanje (Screech)             | Normalni         | 36               |
| Vodena crpka (Hydro Pump)       | Vodeni           | 40               |
| Zavrtanje (Wring Out)           | Normalni         | 43               |

## Statistike
| HP:      | 40  |  |
| Attack:  | 40  |  |
| Defense: | 35  |  |
| Special: | 100 |  |
| SpAtk:   | 50  |  |
| SpDef:   | 100 |  |
| Speed:   | 70  |  |

Statistika Special korištena je samo tijekom prve generacije; kasnije je podijeljenja na Special Attack i Special Defense statistike.

## U animiranoj seriji
Tentacool se prvi put pojavio u epizodi 19 ("Tentacool i Tentacruel"). Velike kolonije Tentacoola nasrtale su boravišta Porta Viste, i vlasnicu boravišta Nastinu, koja je tražila istjerivače Tentacoola. Tim Raketa prijavio se za taj posao, izlivši njihov "super tajni omamljujući umak" u ocean, no uspjeli su samo dodatno razbjesniti Tentacoole. Uz intervenciju Asha, Misty i Brocka, problem je riješen i Tentacooli su se vratili u more.